# Almogàvers

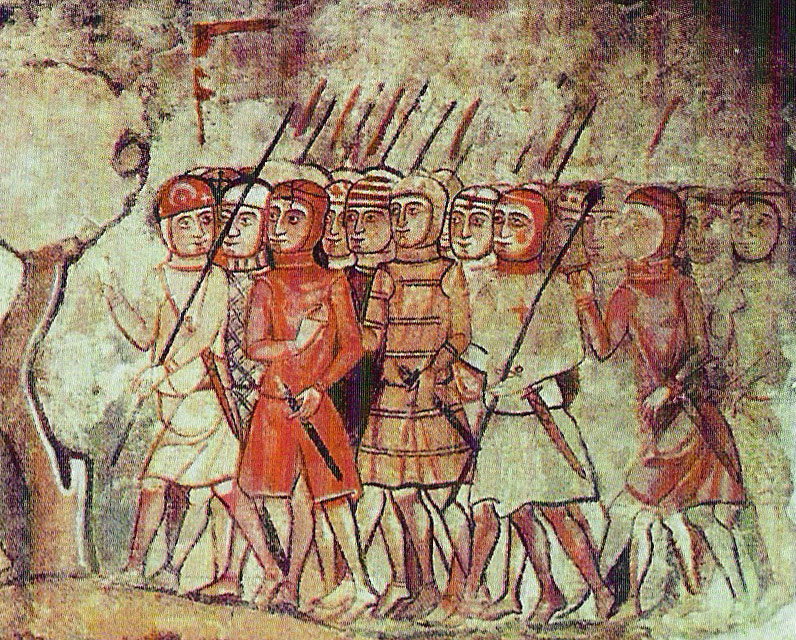
Verovering van Mallorca door de Almogàvers (Palau Reial Major, Barcelona).

De Almogàvers (Catalaans, Aragonees: Almogabars, Spaans: Almogávares, van het Arabisch al-Mugavari) waren een groep van soldaten uit het Koninkrijk Aragón gedurende de dertiende en veertiende eeuw. Ze waren betrokken bij de Reconquista van het Iberisch Schiereiland en als huursoldaten vochten de Almogàvers in Italië, Griekenland en Turkije.
De Almogàvers kwamen hoofdzakelijk uit de bergregio's van Aragón, Catalonië en in mindere mate Navarra. Het waren voetsoldaten die tegen cavalerie vochten door eerst de paarden aan te vallen. Wanneer de berijdende ridder op deze manier ten val was gebracht, was deze een makkelijk slachtoffer voor de aanvallende Almogàver.
De Almogàvers veroverden voor Jaume I van Aragón de Balearen (1229) en Valencia (1238). Vervolgens veroverden ze voor Pere II Sicilië (1282). Met de vrede van Caltabellotta (1302) was er geen werk meer voor hen in Sicilië.
In september 1303, kwam Roger de Flor, een voormalig Tempelier en de leider van de Almogàvers-subgroep Companyia Catalana d’Orient (Catalaanse Oostelijke Compagnie), aan in Constantinopel met een vloot van 36 schepen en 6500 soldaten om in dienst van de Byzantijnse keizer Andronicus II te vechten tegen de Turken. Toen de Almogàvers na anderhalf jaar vechten hun betaling wensten, weigerde de keizer dit. De keizer weigerde deze betaling omdat de Almogávares verwoest waren door de Turken. De leider Roger de Flor gaf tevens toe nooit een dergelijke kracht te zien te hebben. Op 30 april 1305 werden Roger de Flor en zijn officieren vermoord in Adrianopolis. Dit leidde tot de "Catalaanse Wraak" waarbij de Almogàvers de omgeving van Constantinopel en de regio's Thracië en Macedonië verwoestten. Vervolgens werden de Almogàvers ingehuurd door Walter V van Brienne, hertog van Athene, om te vechten tegen de Byzantijnse staten Epirus en Nicaea. Toen de hertog echter probeerde hen te bedriegen en te doden, keerden de Almogàvers zich tegen hem. Bij de Slag van Halmyros in maart 1311 versloegen ze Walter V van Brienne met zijn leger. Vervolgens veroverden de Almogàvers Athene, riepen Roger Deslaur uit tot hertog van Athene en hun aanvoerder en hervormden de wetgeving van Athene naar Catalaans model. In 1312 gaven ze het hertogdom Athene aan het koninkrijk Sicilië, deel van de Kroon van Aragon. De Almogàvers waren voortaan in dienst van Aragon. Alfons Frederik van Sicilië slaagde erin de Almogàvers in te zetten voor de Aragonees-Siciliaanse belangen. Zo veroverden ze onder zijn bevel delen van Evia, Salona en Neopatria in Centraal-Griekenland.
Na de Griekse campagne keerden de Almogàvers terug naar het Iberisch schiereiland voor veldtochten tegen Castilië en de Moren van Granada. In de jaren vijftig van de veertiende eeuw waren de Almogàvers betrokken bij gevechten om Sardinië. In de jaren daarna bleven groepen Almogàvers bestaan, die echter van weinig importantie meer waren.